# Aktorzy Luksemburga
Lista zawiera aktorów filmowych pochodzących z Luksemburga:
B
- Marc Baum (*1978)[1]
- Fabienne Biever (*1975)
- Ali Bintz (1929–2004)[2]
- Martine Anne Breisch (*1976)[3]

C
- Michèle Clees (*1954)[4]

D
- Germaine Damar (*1929)[5]
- René Deltgen (1909–1979)[6]
- Tun Deutsch (1932–1977)
- Auguste Donnen (1885–1956)

F
- Shirin Fabeck
- Marie-Christine Faber (*1947)
- Luc Feit (*1962)
- Camille Felgen (1920–2005)
- Fernand Fox (*1934)
- Juliette François (1925–2007)

G
- Gaston Gengler(*1977)
- Al Ginter (*1960)
- Pol Greisch (*1930)

H
- Hary Haagen (1902–1980)
- Eugène Heinen (*1914)
- Pol Hoffmann (*1954)
- Jängi Hopp (1923–1971)

J
- Marcel Jander (1917–2005)
- Guig Jost
- André Jung (1953)

K
- Rita Kail (*1954)
- Steve Karier (*1961)
- Christian Kmiotek (*1960)
- Nora Koenig (*1979)
- Vicky Krieps (*1983)

L
- Sascha Ley (*1967)
- Henri Losch (*1931)

M
- Fernand Mathes (*1955)
- Léon Moulin (1897–1974)
- Myriam Muller (*1971)

N
- Philippe Noesen (*1944)
- Désirée Nosbusch (*1965)

O
- Marc Olinger (*1946)

P
- Venant Paucké (1893–1965)
- Josiane Peiffer (*1952)

R
- Jean-Paul Raths (*1956)
- Monique Reuter

S
- Ketty Schilling

T
- Claire Thill (*1978)
- Berthe Tissen (1911–1987)

V
- Thierry van Werveke (1958–2009)
- Marie-Paule von Roesgen (*1931)

W
- Germain Wagner (*1956)
- Jules Werner (*1977)